# Marija Hlucharowa
Marija Hlucharowa (Dobroe Pole, provincia de Kurskel, Ucrania; 20 de marzo de 1927-Feodosia, República de Crimea, 8 de junio de 2015) fue una profesora de geografía ucraniana, Héroe del Trabajo Socialista (1978) y miembro de la Sociedad Geográfica de la URSS y Ucrania.

## Biografía
Nació el 20 de marzo de 1927 en el pueblo de Dobroe Pole (ahora el pueblo del distrito de Khomutovsky de la región de Kursk) en una familia de campesinos.
En 1947 se graduó de la escuela secundaria, después de lo cual ingresó en el departamento de correspondencia del Instituto Pedagógico Estatal de Kursk de la Facultad de Ciencias Naturales y Geografía.
Comenzó a trabajar como profesora en la escuela de siete años Romanovskaya (región de Kursk), luego como directora de la escuela de siete años Olkhovskaya.
En 1955 se trasladó a la ciudad de Konstantinovka (región de Donetsk), donde de 1955 a 1957 trabajó como profesora de biología en la escuela para jóvenes trabajadores n.º 4. En 1957 se trasladó a la ciudad de Feodosia (Crimea), donde enseñó geografía desde 1957 jhasta 1960 en la escuela n.° 6, y desde 1960 hasta 2002, en la escuela n.° 2. En su trabajo, utilizó métodos de enseñanza avanzados, ayudas técnicas para la enseñanza, una variedad de manuales y también utilizó excursiones y viajes con niños en su trabajo. Creó el museo escolar "Dmitri Uliánov" y una universidad de conocimiento pedagógico para padres.
Por decreto del Presidium del Soviet Supremo de la URSS del 27 de junio de 1978, Maria Pavlovna Glukhareva fue galardonada con el título de Héroe del Trabajo Socialista con la condecoración de la Orden de Lenin y la medalla de la Hoz y el Martillo por sus grandes servicios en enseñanza y educación comunista de los estudiantes.
Fue elegida diputada del Consejo de Diputados del Pueblo de la ciudad de Feodosia en tres ocasiones.
Vivió en la ciudad de Feodosia, Crimea. Murió el 8 de junio de 2015.

## Premios
- Orden de Lenin
- Orden de la Bandera Roja del Trabajo
- Insignia "Excelencia en la Educación Pública de la URSS"
- Medalla de la Hoz y el Martillo
- Héroe del Trabajo Socialista